# ¡En peligro de muerte!
¡En peligro de muerte! es una película de comedia y western mexicana de 1962, dirigida por René Cardona, escrita por Roberto Gómez Bolaños «Chespirito» y protagonizada por Viruta y Capulina y Germán Valdés «Tin-Tan», junto a las actrices, Teresa Velázquez y Lorena Velázquez. Esta es la única película filmada en blanco y negro en la que Viruta y Capulina actúan junto a Tin-Tan, ya que anteriormente habían aparecido por primera vez en la película filmada a color La odalisca n.º 13 (1958). Esta fue la última parte de una trilogía de películas de comedia protagonizadas por las hermanas Velázquez, precedida por Dos criados malcriados (1960), con Viruta y Capulina, y Pilotos de la muerte (1962), con Tin-Tan y Resortes.

## Argumento
Viruta y Capulina buscan oro en el oeste cuando son capturados por unos indios, pero gracias a su detector de metales y al flash de una cámara, logran sorprender a los indios y los dejan ir. Luego salvan a las jóvenes Lupita y Lolita de un asalto y las llevan al pueblo de El dorado.

## Reparto
- Marco Antonio Campos como Viratemio López y López «Viruta»
- Gaspar Henaine como Capulina Pérez y Pérez de la Barca
- Germán Valdés "Tin-Tan" como Marshall Nylon
- Teresa Velázquez como Dolores Josefina Johnson «Lola»
- Lorena Velázquez como María Guadalupe Josefina Johnson «Lupe»
- René Cardona Jr. como Brown
- Jorge Russek como Smith
- Víctor Velázquez como Gran Jefe Buitre Agiotista
- Manuel Dondé como Indio
- Mayte Carol
- Sara Gabriela
- Claudine Montes
- Eliane Blanchet
- Eduardo Saracho
- Guillermo Bravo Sosa
- Ramón Valdés como Hillbilly
- Eduardo Lugo como Notario
- Jesús Gómez (no acreditado)
- Jorge Zamora como El Sangre (no acreditado)